# N-skala

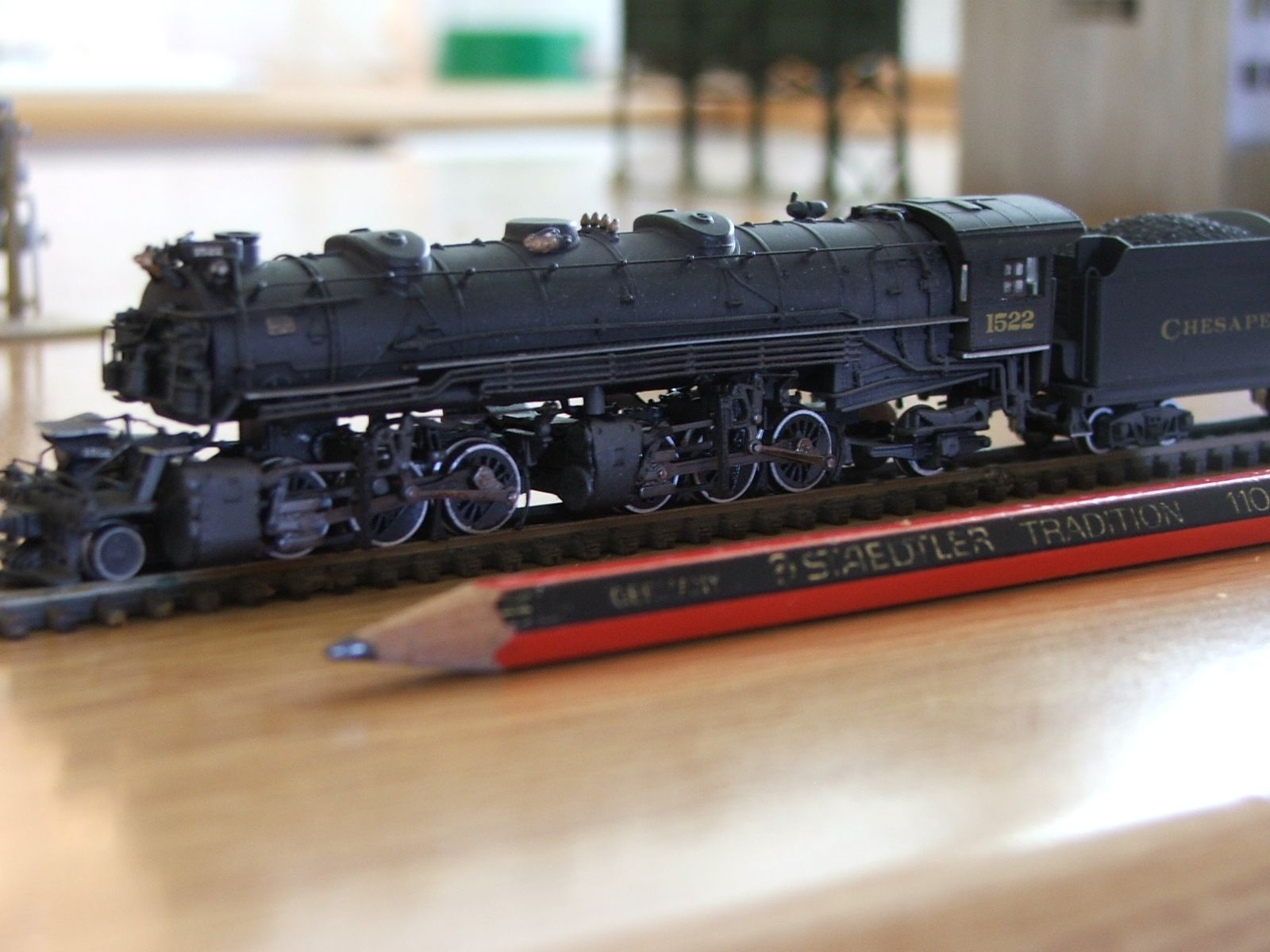
Ånglok i skala N. Som jämförelse visas en blyertspenna.

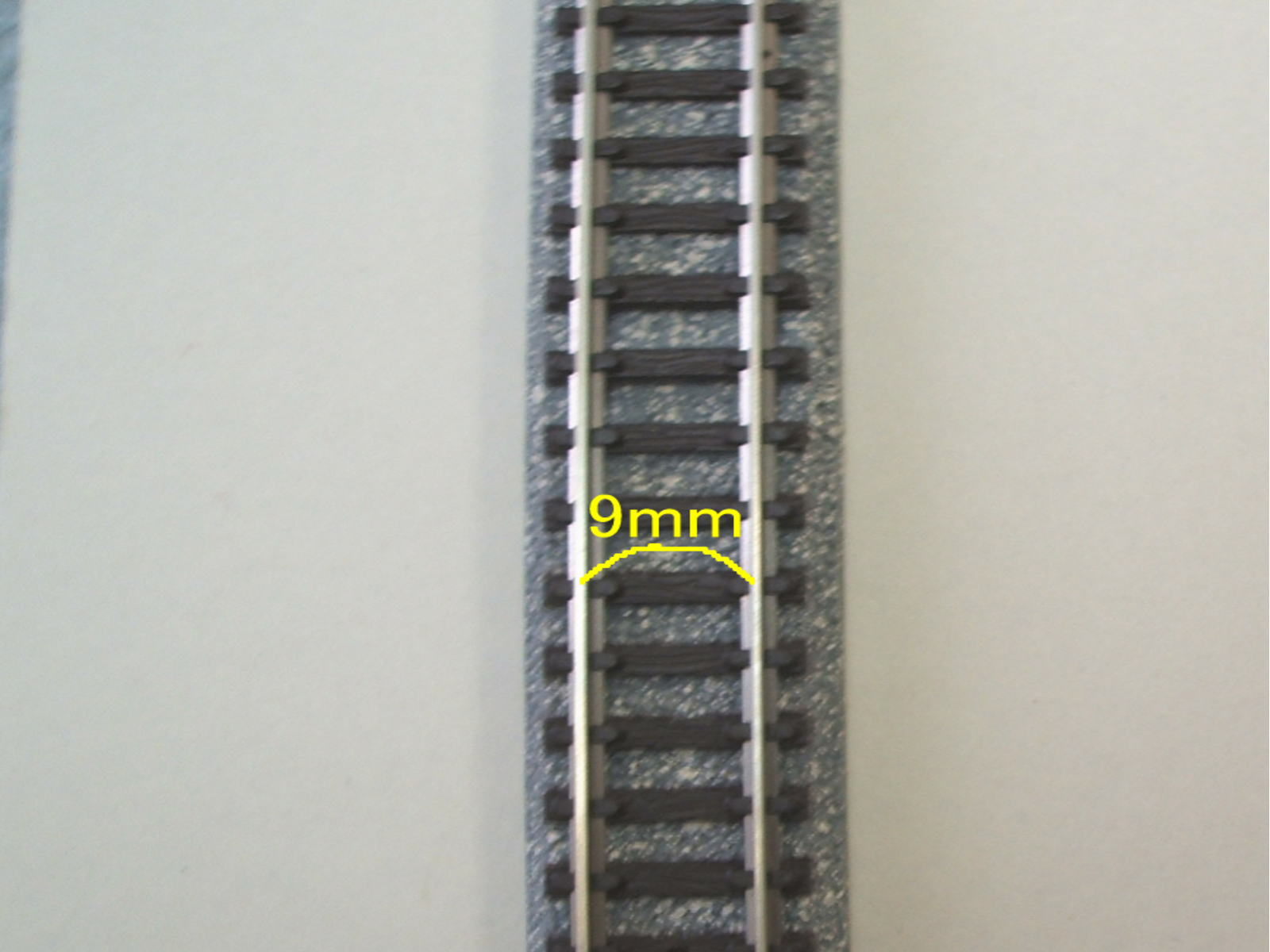
Räls i skala N med 9mm spårvidd

N-skala är en skala för modelljärnvägar som har fått sitt namn från engelskans nine som representerar 9 mm spårvidd. I kontinentala Europa etablerades skalan 1:160 av företaget Arnold GmbH 1960, men leksakståg med 9 mm spårvidd tillverkades redan 1919 av Bing. I England introducerades skalan av Lone Star Toys 1961 men med 9 mm spårvidd först några år senare. År 1964 standardiserades skalan i den internationella standarder NEM 010.
Andra skalor med nio mm spårvidd är 1:148 och 1:152 i Storbritannien samt 1:150 i Japan.
Standarder för skalan tillhandahålls av MOROP i Europa och NMRA i Nordamerika.

## Föreningar
- Järnvägssällskapet
- FNISS
- skånskaN

## Några av de större tillverkarna
- Arnold (Tyskland) (från 1962)
- Bachmann Industries (USA)
- Brawa (Tyskland) (från 1994)
- Dapol (Storbritannien)
- Electrotren (Spanien)
- Fleischmann (Tyskland) (från 1969)
- Graham Farish (Storbritannien) (från 1970)
- Hobbytrain (Österrike) (från 1981)
- Ibertren (Spanien) (1973–1992)
- Kato (Japan) (från 1965)
- Lima (Italien) (1966–1987)
- Peco (Storbritannien)
- Piko (Östtyskland) (1964–1989)
- Rivarossi (Italien) (från 1969)
- Roco (Österrike) (från 1975)
- Tomix (Japan) (från 1976)
- Minitrix (Tyskland) (från 1964)